# Łężce (Franciszków)
Łężce – część wsi Franciszków w Polsce położona w województwie łódzkim, w powiecie pabianickim, w gminie Lutomiersk.
W latach 1975–1998 część wsi należała administracyjnie do województwa sieradzkiego.